# Maestre de víveres
Se llamaba maestre de víveres a un sujeto particular que mediante fianza y por elección o nombramiento del intendente del departamento o ministro principal de un apostadero se encargaba de todos los víveres en los bajeles de guerra. 
Gozaba a bordo de la consideración de oficial mayor y tenía a sus órdenes al despensero, tonelero y alguacil del agua. Se le llamaba también maestre de raciones.  
El maestre racional equivalía a un proveedor de víveres. 